# Christian Keferstein
Christian Keferstein (* 20. Januar 1784 in Halle an der Saale; † 26. August 1866 ebenda) war ein deutscher autodidaktisch gebildeter Mineraloge, Ethnograph und Geologe.

## Leben
Nach dreijährigem erfolgreichen Jurastudium an der Universität seiner Heimatstadt Halle trat Christian Keferstein als Auscultator in den praktischen Justizdienst und übernahm während der französisch-westfälischen Herrschaft die Stelle eines Advocaten (Procureur du Tribunal). In kurzer Zeit erwarb er sich mit seiner Praxis ein beträchtliches Vermögen, das es ihm später ermöglichte, auch ohne öffentliche Stellung ganz seiner Neigung nach zu leben.
Unter der 1815 wieder hergestellten preußischen Herrschaft war er 20 Jahre Justizcommissär, beschäftigte sich aber auch mit der mineralogisch-geognostischen Wissenschaft, die ihn schon seit seiner Kindheit faszinierte. Schließlich verließ er 1835 förmlich den Staatsdienst, um sich ungehindert seiner bisherigen Freizeitbeschäftigung zu widmen, die mit einer umfangreichen Mineraliensammlung begonnen hatte.
Keferstein wurde später in Wissensgebieten berühmt, für die er keine schulische Ausbildung genossen hatte. Er war im ehemals positiven Sinne ursprünglich nur Dilettant. Sein umfangreiches Wissen erwarb er sich als Autodidakt, unter anderem bei dem von Kopenhagen nach Halle übergesiedelten Henrich Steffens, dessen Nachfolger Karl Georg von Raumer und seinem Schwager Ernst Friedrich Germar.
Kenntnislücken in bestimmten Bereichen – besonders in der Chemie – füllte Keferstein in späteren Jahren mit spekulativen und mystischen Schriften, die ihn für seine Widersacher aus dem Kreis der Lehrmeinung angreifbar machten. Der Umstand, dass er Freimaurer war, verbesserte seine Glaubwürdigkeit nicht.
Zwischen 1850 und 1862 weilte Keferstein neunmal als Kurgast in Ilmenau. 1852 wurde auf dem Lindenberg eine Hütte errichtet, die zu seinen Ehren den Namen Kefersteins Ruhe trug, heute jedoch nicht mehr vorhanden ist. Seine umfangreiche Bibliothek kam in die 
Bibliothek der Franckeschen Stiftungen.

## Werk
Keferstein veröffentlichte unter anderem Geschichte und Literatur der Geognosie (1840), viele Jahre ein Standardwerk in diesem Bereich, und Mineralogia polyglotta (1849), eine Zusammen- und Gegenüberstellung von mineralischen Namen aus fast 100 verschiedenen Sprachen, und – mit beschreibendem Text – das Werk Deutschland, geognostisch-geologisch dargestellt (sieben Bände, 1821–31), dem eine geognostische Übersichtskarte von Deutschland (1821) vorausging, wobei er noch stark von der Einteilung der Formationen bei Abraham Gottlob Werner beeinflusst war, der ersten ihrer Art. Bald darauf gingen Geologen wie Leopold von Buch (von dem eine geologische Übersichtskarte Deutschlands von 1826 stammt) darüber hinaus. Keferstein verfasste auch eine Reihe von ethnografischen Schriften.
Christian Keferstein gilt zusammen mit dem Geologen Friedrich Hoffmann als Urheber der Gesteinseinheit Keuper, die oberste der drei lithostratigraphischen Gruppen der Germanischen Trias.

## Veröffentlichungen
Bereich Biografisches
- Christian Keferstein: Erinnerungen aus dem Leben eines alten Geognosten und Ethnographen mit Nachrichten über die Familie Keferstein. Skizze der literarischen Wirksamkeit. Eduard Anton, Halle 1855 (Vollständige Ansicht bei Google books).

Bereich Geologie
- Meinecke und Keferstein: Mineralogisches Taschenbuch für Deutschland. Zum Behuf mineralogischer Excursionen und Reisen. Hemmerde und Schwetschke, Halle 1820 (Vollständige Ansicht bei Google books).
- Christian Keferstein: Die Naturgeschichte des Erdkörpers in ihren ersten Grundzügen. Zweiter Theil: Die Geologie und Paläonthologie. Friedrich Fleischer, Leipzig 1834 (Vollständige Ansicht bei Google books).
- Christian Keferstein: Mineralogia polyglotta. Eduard Anton, Halle 1849 (Vollständige Ansicht bei Google books).

Bereich Ethnologie
- Christian Keferstein: Ueber die Halloren als eine wahrscheinlich keltische Kolonie. Den Ursprung des Halleschen Salzwerkes und dessen technische Sprache. Eduard Heynemann, Halle 1843 (Vollständige Ansicht bei Google books).
- Christian Keferstein: Ansichten ueber die keltischen Alterthümer, die Kelten überhaupt und besonders inTeutschland. so wie den keltischen Ursprung der Stadt Halle. Eduard Anton, Halle 1851 (Vollständige Ansicht bei Google books).